# ماونت جولييت
ماونت جولييت (بالإنجليزية: Mount Juliet, Tennessee)‏ هي مدينة تقع في مقاطعة ويلسون (تينيسي) بولاية تينيسي في وسط شرق الولايات المتحدة. تأسست عام 1835، تبلغ مساحة هذه المدينة 57.9 (كم²)، وترتفع عن سطح البحر م، بلغ عدد سكانها 23777 نسمة في عام 2010 حسب إحصاء مكتب تعداد الولايات المتحدة وتصل الكثافة السكانية فيها 293.8 نسمة/كم2.

## التركيبة السكانية
حدّد مكتب تعداد الولايات المتحدة بيانات التركيبة السكانية لماونت جولييت في تعداد الولايات المتحدة. في ما يلي، التركيبة السكانية حسب تعدادي 2000 و2010.

### تعداد عام 2000
بلغ عدد سكان ماونت جولييت 12,366 نسمة بحسب تعداد عام 2000، وبلغ عدد الأسر 4,341 أسرة وعدد العائلات 3,577 عائلة مقيمة في المدينة. في حين سجلت الكثافة السكانية 188.1 نسمة لكل كيلومتر مربع (487.2/ميل2). وبلغ عدد الوحدات السكنية 4,673 وحدة بمتوسط كثافة قدره 71.1 لكل كيلومتر مربع (184.1/ميل2).
وتوزع التركيب العرقي للمدينة بنسبة 93.86% من البيض و3.93% من الأمريكيين الأفارقة و0.39% من الأمريكيين الأصليين و0.52% من الأمريكيين ذوي الأصول الآسيوية و0.01% من سكان جزر المحيط الهادئ و0.29% من الأعراق الأخرى و1% من عرقين مختلطين أو أكثر و1.17% من الهسبانيون أو اللاتينيون من أي عرق.
بلغ عدد الأسر 4,341 أسرة كانت نسبة 49.3% منها لديها أطفال تحت سن الثامنة عشر تعيش معهم، وبلغت نسبة الأزواج القاطنين مع بعضهم البعض 67.3% من أصل المجموع الكلي للأسر، ونسبة 11.2% من الأسر كان لديها معيلات من الإناث دون وجود شريك،  بينما كانت نسبة 3.9% من الأسر لديها معيلون من الذكور دون وجود شريكة وكانت نسبة 17.6% من غير العائلات. تألفت نسبة 13.8% من أصل جميع الأسر من عدة أفراد يعيشون في نفس المنزل ونسبة 3.3% كانت تتألف من شخص يعيش بمفرده يبلغ من العمر 65 عاماً أو أكثر. وبلغ متوسط حجم الأسرة المعيشية 2.82، أما متوسط حجم العائلات فبلغ 3.12.
بلغ العمر الوسطي للسكان 33.9 عاماً. وكانت نسبة 30.5% من القاطنين تحت سن الثامنة عشر، وكانت نسبة 6.5% بين الثامنة عشر والرابعة والعشرين عاماً، ونسبة 35.3% كانت واقعةً في الفئة العمرية ما بين الخامسة والعشرين والرابعة والأربعين عاماً، ونسبة 21.3% كانت ما بين الخامسة والأربعين والرابعة والستين، ونسبة 5.5% كانت ضمن فئة الخامسة والستين عاماً فما فوق. يوجد لكل 100 أنثى 96.1 ذكر، ويوجد لكل 100 أنثى في الثامنة عشر من عمرها فما فوق 94.4 ذكر.
بلغ متوسط دخل الأسرة في المدينة 58,600 دولارًا، أما متوسط دخل العائلة فبلغ 63,065 دولارًا. وكان متوسط دخل الذكور 43,732 دولارًا مقابل 28,515 دولارًا للإناث. وسجل دخل الفرد الخاص بالمدينة 22,567 دولارًا. وكانت نسبة 1.7% من العائلات ونسبة 2.7% من السكان تحت خط الفقر، وكان من هؤلاء نسبة 3.2% تحت سن الثامنة عشر ونسبة 4% في الخامسة والستين من العمر وما فوق.

### تعداد عام 2010
بلغ عدد سكان ماونت جولييت 23,671 نسمة بحسب تعداد عام 2010، وبلغ عدد الأسر 8,562 أسرة وعدد العائلات 6,674 عائلة مقيمة في المدينة. في حين سجلت الكثافة السكانية 360.1 نسمة لكل كيلومتر مربع (932.7/ميل2). وبلغ عدد الوحدات السكنية 9,046 وحدة بمتوسط كثافة قدره 137.6 لكل كيلومتر مربع (356.4/ميل2).
وتوزع التركيب العرقي للمدينة بنسبة 86.92% من البيض و6.70% من الأمريكيين الأفارقة و0.44% من الأمريكيين الأصليين و2.47% من الأمريكيين ذوي الأصول الآسيوية و0.05% من سكان جزر المحيط الهادئ و1.42% من الأعراق الأخرى و2% من عرقين مختلطين أو أكثر و3.32% من الهسبانيون أو اللاتينيون من أي عرق.
بلغ عدد الأسر 8,562 أسرة كانت نسبة 44.9% منها لديها أطفال تحت سن الثامنة عشر تعيش معهم، وبلغت نسبة الأزواج القاطنين مع بعضهم البعض 62.1% من أصل المجموع الكلي للأسر، ونسبة 11.8% من الأسر كان لديها معيلات من الإناث دون وجود شريك،  بينما كانت نسبة 4% من الأسر لديها معيلون من الذكور دون وجود شريكة وكانت نسبة 22.1% من غير العائلات. تألفت نسبة 18% من أصل جميع الأسر من عدة أفراد يعيشون في نفس المنزل ونسبة 5.5% كانت تتألف من شخص يعيش بمفرده يبلغ من العمر 65 عاماً أو أكثر. وبلغ متوسط حجم الأسرة المعيشية 2.75، أما متوسط حجم العائلات فبلغ 3.13.
بلغ العمر الوسطي للسكان 35.7 عاماً. وكانت نسبة 28.7% من القاطنين تحت سن الثامنة عشر، وكانت نسبة 6.3% بين الثامنة عشر والرابعة والعشرين عاماً، ونسبة 31.4% كانت واقعةً في الفئة العمرية ما بين الخامسة والعشرين والرابعة والأربعين عاماً، ونسبة 24.8% كانت ما بين الخامسة والأربعين والرابعة والستين، ونسبة 8.7% كانت ضمن فئة الخامسة والستين عاماً فما فوق. وتوزع التركيب الجنسي للسكان بنسبة 48% ذكور و52% إناث.

## أعلام
- توم مارشال
- جوني رايت
- دون راي
- ميخائيل جاسبر
- تشيس مونتجومري

## وصلات خارجية
- www.cityofmtjuliet.org
- The US50 - Cities and Towns in Tennessee State